# Verbascum pterocalyciniforme
Verbascum pterocalyciniforme är en flenörtsväxtart som beskrevs av Hub.-mor.. Verbascum pterocalyciniforme ingår i släktet kungsljus, och familjen flenörtsväxter. Inga underarter finns listade i Catalogue of Life.